# 1895 aux États-Unis
Pour des articles plus généraux, voir Chronologie des États-Unis et 1895.
Chronologie des États-Unis
- 1891
- 1892
- 1893
- 1894
- 1895
- 1896
- 1897
- 1898
- 1899

Cette page concerne des événements d'actualité qui se sont produits durant l'année 1895 du calendrier grégorien aux États-Unis.

## Événements
- 21 janvier : la Cour suprême des États-Unis limite l’application de la loi Sherman aux seules activités commerciales (US vs E. C. Knight Co.).
- Février : nouvel emprunt gouvernemental auprès de Morgan et Belmont. Le président décide de faire ce nouvel emprunt pour juguler la crise financière, qu’il juge liée à la diminution des réserves d’or, l’État fédéral fait appel aux grandes banques pour procéder à des achats massifs d’or. Cette décision provoque la colère des Populistes et de certains démocrates attachés au bimétallisme.
- 8 avril : Arrêt Pollock v. Farmers' Loan & Trust Co (en). La Cour suprême déclare inconstitutionnel l'impôt sur le revenu voté en 1862, privant l'État fédéral d'une source importante de recettes fiscales.
- 6 mai : inauguration à Chicago du Metropolitan West Side Elevated Railroad, le premier système de transport en commun électrique aux États-Unis[1].
- 20 novembre : mise en service de l'USS Indiana, premier cuirassé de la marine américaine.

- Les États-Unis produisent 100 millions de barils de brut.